# Glucosamina
Glucosamina (C6H13NO5) é um aminossacarídeo e um importante precursor de síntese bioquímica de glicoproteínas e lípidos. A glucosamina faz parte da estrutura de alguns polissacáridos como a quitina e quitosano, que é parte estruturante do exoesqueleto dos crustáceos e outros artrópodes, a parede celular dos fungos e outros organismos superiores. A Glucosamina é um dos monossacarídeos mais abundantes. É produzida comercialmente pela hidrólise do exo-esqueleto de alguns crustáceos, ou menos frequentemente pela fermentação de alguns grãos, como o milho ou a aveia.